# Pereskia sacharosa
Pereskia sacharosa (cujuchi) es una especie arbórea que pertenece a la familia de las cactáceas. Es originaria de América tropical desde México hasta el norte de Sudamérica. 

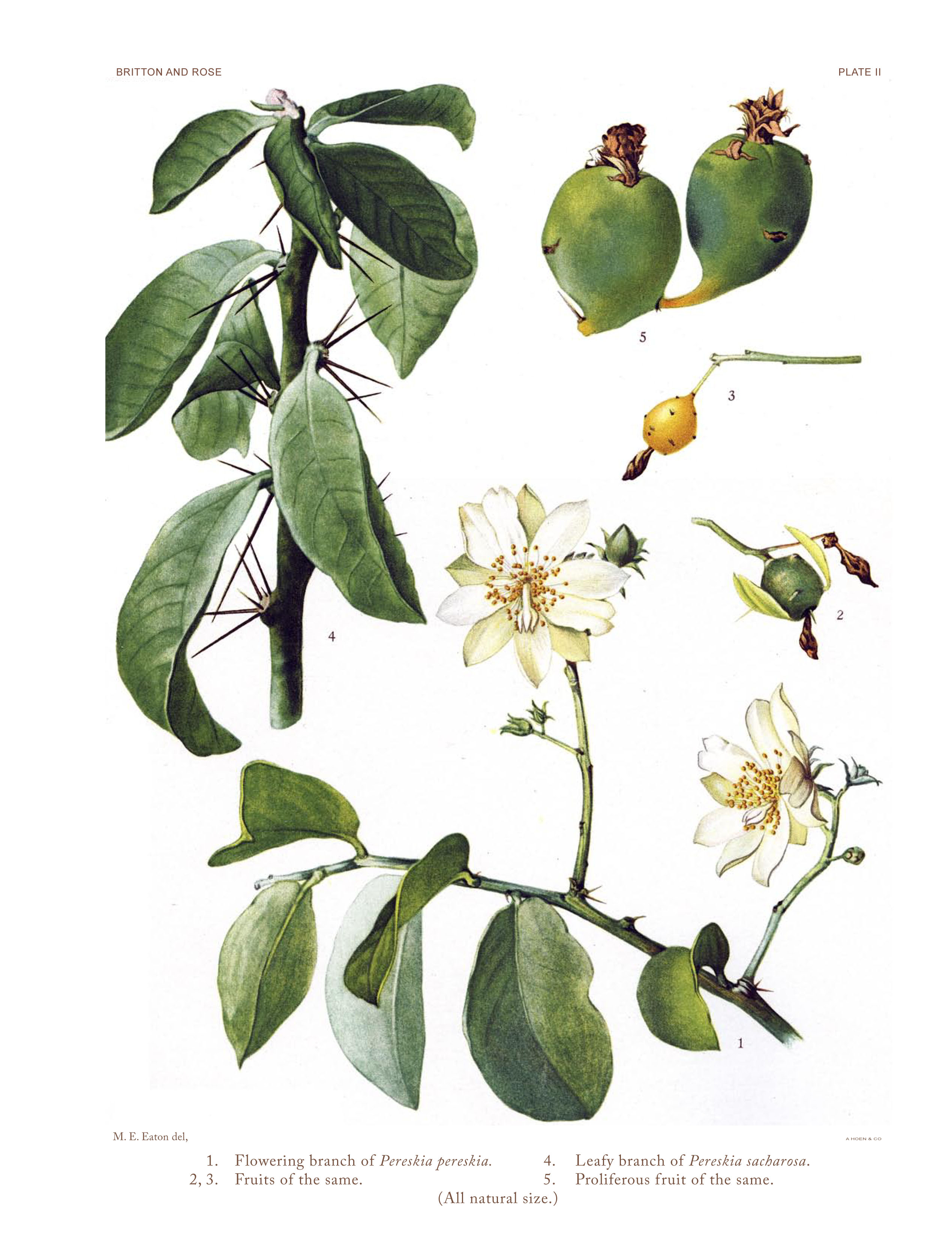
Ilustración

## Descripción
Cactus arbóreo de 4 m de altura, ramas verdes rectas, aréolas axilares pronunciadas, con dos a cinco espinas fuertes y grandes. Las hojas son alternas, simples, oblongo-obovadas, glabras, con el ápice redondeado y la base cuneada, borde entero. Las flores se hallan agrupadas en la parte apical de las ramas, presentan perianto multiseriado, de color rosado
y muy llamativo. El fruto es una baya piriforme, subglobosa, que encierra pocas semillas.

## Taxonomía
Pereskia sacharosa fue descrita por   August Heinrich Rudolf Grisebach y publicado en Abhandlungen der Königlichen Gesellschaft der Wissenschaften zu Göttingen 24: 141. 1879.
Etimología
Pereskia: nombre genérico llamado así en honor a Nicolas-Claude Fabri de Peiresc, botánico francés del siglo XVI, por quien también se nombró a la subfamilia Pereskioideae.
sacharosa: epíteto procede de la palabra híbrida quechua castellana "Sacharrosa" escrita en ocasiones: "Sacha rosa", nombre vulgar con el que se designa a esta planta en el Noroeste argentino, donde "Sacha" en quechua puede significar tanto "arbusto" como "fronda" e incluso "del monte" "montaraz" o "silvestre" y "Rosa" puede hacer referencia tanto al rosal como al color. En consecuencia puede traducirse por Rosa silvestre o bien por Arbusto rosa.
- Pereskia moorei Britton & Rose
- Pereskia saipinensis Cárdenas
- Pereskia sparsiflora F.Ritter
- Rhodocactus sacharosa (Griseb.) Backeb.
- Rhodocactus saipinensis (Cárdenas) Backeb.[3]